# 伊萬諾沃 (魯塞州)
43°42′N 25°59′E / 43.700°N 25.983°E

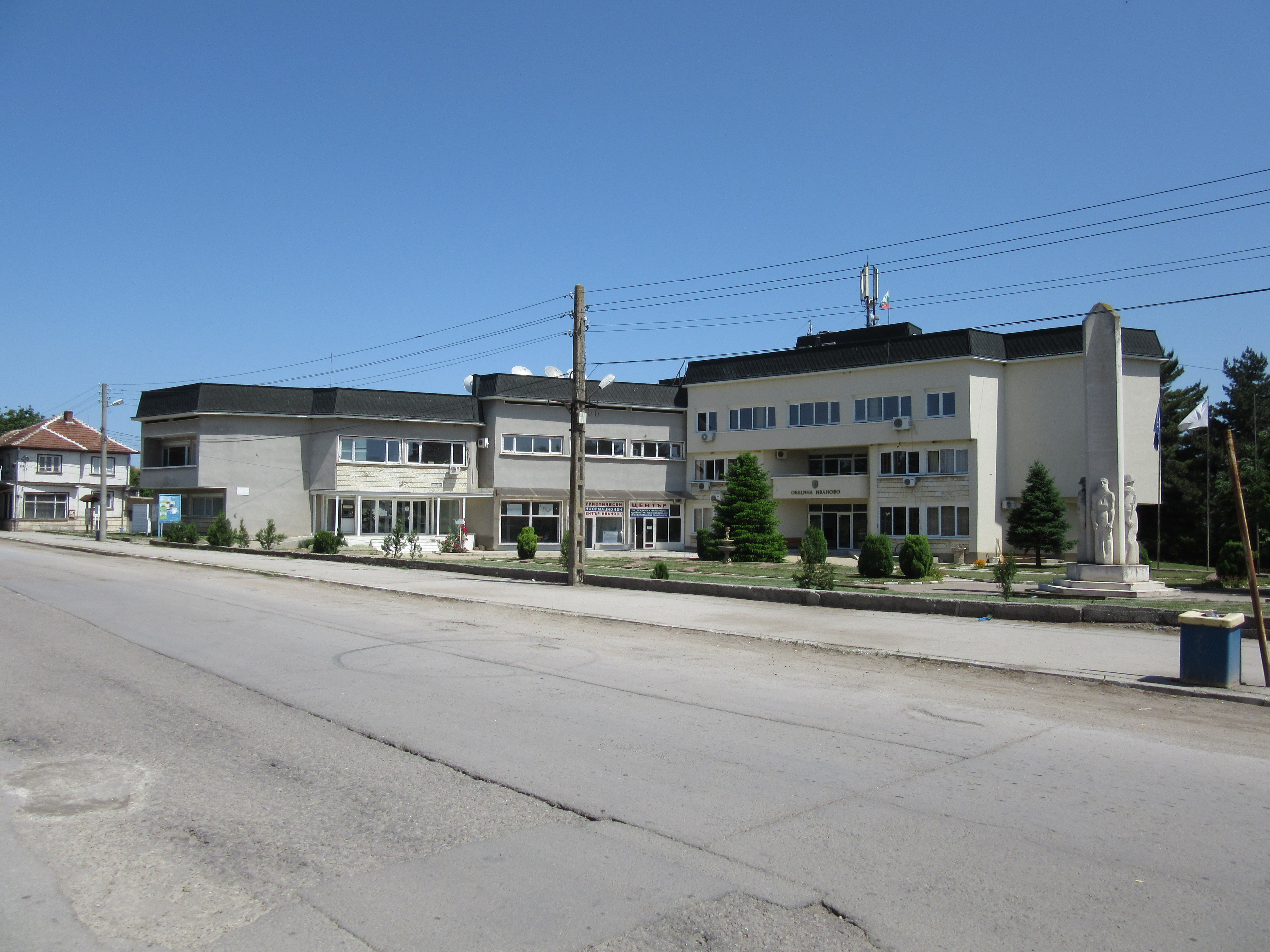
市政厅

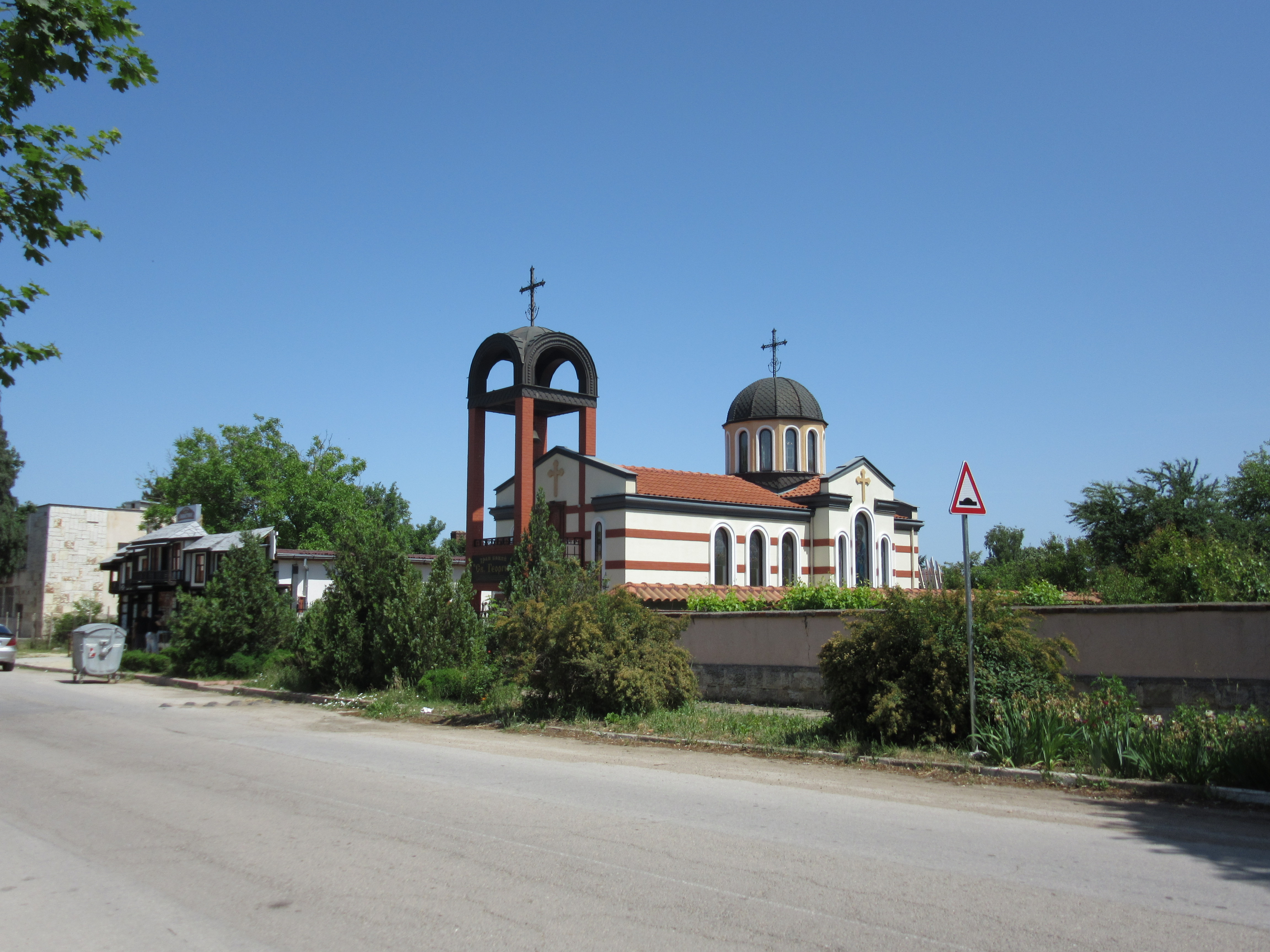
教堂

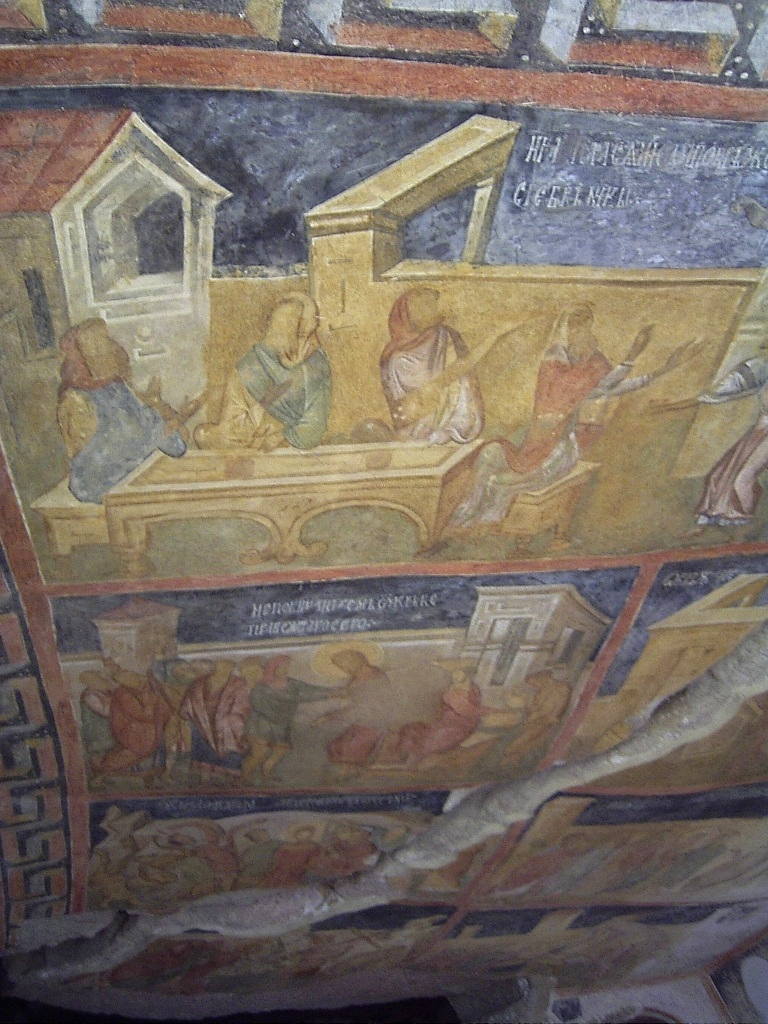

伊万诺沃，是保加利亞中北部魯塞州伊萬諾沃市鎮的村庄及行政中心，面積22.43平方公里，海拔高度44米，2015年人口854，人口密度每平方公里38.07人。